# 湖南国防工业职业技术学院
27°50′47″N 112°38′59″E / 27.846495°N 112.649839°E
湖南国防工业职业技术学院位于中国湖南省湘潭市雨湖区楠竹山学院路1号，为高等专科大学，前身為江南机器厂工业学校，原名湖南科技工业职业技术学院。

## 学校院系
湖南国防工业职业技术学院拥有3个系，20多个专业。
- 机械制造：数控技术、模具设计与制造、数控设备应用与维护、机电一体化技术、电气自动化技术[1]
- 汽车制造：汽车制造与装配技术、汽车检测与维修技术、汽车技术服务与营销[1]
- 军工特有专业：火工工艺技术、武器制造技术[1]
- 建筑：建筑工程系

## 学校文化

### 校训
德能兼融，行知并重

### 校风
务实创新，和谐共进

### 教风
乐教善导，求精爱生

### 学风
勤学好思，图强明礼